# Донецкий хлопчатобумажный комбинат
Донецкий хлопчатобумажный комбинат (укр. Донецький бавовняний комбінат) — промышленное предприятие в Кировском районе Донецка.

## История

### 1969 - 1991
Строительство комбината началось 29 августа 1969 года в соответствии с восьмым пятилетним планом развития народного хозяйства СССР и являлось всесоюзной ударной комсомольской стройкой. В декабре 1972 года была введена в строй первая прядильная фабрика, в августе 1973 года выпущена первая ткань, 29 сентября 1973 года - введена в строй ткацкая фабрика № 1, в декабре 1974 года - досрочно введена в эксплуатацию ткацкая фабрика № 2 на 1000 станков, в декабре 1976 года было завершено строительство отделочной фабрики. В дальнейшем, вокруг комбината возник микрорайон "Текстильщик".
Производственный план на 1974 год комбинат выполнил досрочно и по итогам 1974 года был признан одним из наиболее эффективных предприятий министерства лёгкой промышленности СССР.
В 1977 году комбинат выпустил 16,3 тыс. тонн пряжи, 90,2 млн. м сырых тканей и 75,9 млн. м готовых тканей.
На рубеже 1970х - начала 1980х годов на предприятии началось внедрение автоматизированной системы управления производством.
По состоянию на 1980 год, в состав комбината входили две прядильно-ткацкие фабрики и обрабатывающая фабрика, производственные мощности включали 244 тыс. прядильных веретён и 5,6 тыс. ткацких станков. Основной продукцией комбината являлись ситец, мадаполам, сатин, фланель, тик и бязь, также выпускались иные ткани.

### После 1991
После провозглашения независимости Украины государственное предприятие было преобразовано в открытое акционерное общество.
В июне 1996 года Кабинет министров Украины внёс комбинат в перечень предприятий, подлежавших приватизации в соответствии с индивидуальными планами.
После банкротства комбината, в 2002 году новым владельцем предприятия стала киевская торгово-промышленная группа "Текстиль-Контакт", выкупившая его за 4 млн. гривен. В дальнейшем, ХБК получил новое наименование - ООО «Производственное объединение „Текстиль-Контакт-Донбасс“» и в феврале 2003 года возобновил производство.
В августе 2004 года комбинат приступил к выпуску медицинской марли.
После начала боевых действий на востоке Украины весной 2014 года положение оказавшегося в прифронтовой зоне предприятия осложнилось. После артиллерийского обстрела в начале августа 2014 года подстанция ХБК была повреждена и обесточена. 28 августа 2017 года началась подготовка к запуску ХБК с целью возобновления производства ткани.